# Parallel or 90 Degrees
Parallel or 90 Degrees of in de volksmond Po90 is een Britse muziekgroep, die gedurende de jaren 1990-1999 op bescheiden schaal furore maakt binnen de progressieve rock. Belangrijkste leden zijn Andy Tillison en Sam Baine (vr) uit Yorkshire. De band ging later (gedeeltelijk) over in The Tangent.
De basis voor de band wordt gelegd tijdens de opnamen van Acoustic Lens in maart 1996. De naam van de band was toen nog Sanctum, een voortzetting van Gold Frankincense & Disk Drive. Er worden opnamen gemaakt in Leeds, die later resulteerde in de uitgave van een Cd-r. De echte start komt wanneer Tillison en Baine tijdens een barbecue Pink Floyds The Dark Side of the Moon naspelen. Er kwamen behoorlijk wat klachten binnen, doch de politie vond, aldus Tillison later, de muziek helemaal geen herrie. Opnamen verschenen later op de Cd-r The Great Gig in the Garden (zie onder). Er werd nog een track opgenomen in deze samenstelling (A gap in the night), maar dat belandde op de plank.
Po90 kreeg een platencontract op de dag dat Prinses Diana overleed; ze werden ingelijfd door Cyclops Records. Manning heeft de band dan al verlaten. Vanaf dan is het een doorgangshuis van musici; de samenstelling van de band wijzigde per muziekalbum. De gitarist van The Corner of My Room Graham Young werd min of meer aan de kant gezet; hij overheerste, naar mening van Tillison en Baine, te veel. De band komt onopvallend de jaren 90 door; van de albums werden geen singles uitgegeven en men raakte alleen bekend binnen de groep liefhebbers van progressieve rock. Eind jaren 90 speelden Po90 en Manning weer een tijdje samen en men komt op het idee om samen weer iets te proberen. Men denkt te kunnen doorbreken met het album More Exotic Ways to Die, maar juist dat album verkocht zeer matig. Om toch bezig te blijven komen Tillison en Sam samen met Manning terecht in Malmö met heren van The Flower Kings. De combinatie met Jonas Reingold, David Jackson (van Van der Graaf Generator) en Zoltan Csörsz bleek te werken en mondde uit in de oprichting van The Tangent. Het eerste album van die band bleek zo populair, dat Po90 naar de achtergrond verdween. A Kick in the Teeth for Civic Pride kwam niet meer af en de band Po90 viel uit elkaar. Het succes van The Tangent had tot gevolg dat de resterende voorraad oud werk van Po90 binnen de kortste keren was uitverkocht (Cyclops is een klein label). Het was een van de redenen dat A Can of Worms werd uitgebracht. Daarop ook de ruwe versies van opnamen van A Kick.
In 2009 kwam nieuws dat Po90 weer ging optreden en een muziekalbum zou opnemen onder de werktitel Jitters.
De muziek van de band neigt naar die van Van der Graaf Generator, mede doordat de stem van Tillison lijkt op die van Peter Hammill, Tillisons stem is minder opdringerig dan die van Hammill. 

## Discografie
- 1996: Acoustic Lens
- 1996: The Great Gig in the Garden
- 1996: The Corner of My Room
- 1997: Afterlifecycle
- 1998: The Time Capsule
- 1999: No More Travelling Chess
- 2000: Unbranded
- 2000: Onuitgebrachte video van Unbranded live
- 2001: Enjoy Your Own Smell (nooit officieel uitgebracht)
- 2001: More Exotic Ways to Die
- 2002: A Kick in the Teeth for Civic Pride
- 2009: A Can of Worms
- 2009: Jitters

## The Great Gig in the Garden
In de nasleep van de uitgave van Afterlifecycle kreeg de band verzoeken om uitgaven van (mogelijk) eerder werk. Onder inspiratie van Baine hadden zij, Tillison en Manning een eigen versie (cover) gepland van The Dark Side of the Moon van Pink Floyd. De eerste opname tijdens een tuinconcert mislukte deels doordat de taperecorder niet was aangezet; even later vonden nieuwe opnamen plaats in een huiskamer (7 september 1996). Alles werd door elkaar gemixt en uitgegeven als fanclubuitgave onder de titel The Great Gig in the Garden, een verwijzing naar Pink Floyd-standard The Great Gig in the Sky. Het maken van de covers werd bemoeilijkt door het beperkte instrumentarium en de beperkte zangkwaliteiten binnen Po90. Zo werd de zangpartij in The Great Gig in the Sky ingevuld op hammondorgel en de saxofoon in Money door elektronica, de drumpartij kwam eveneens uit de computer. De Pink Floydnummers werden aangevuld met een hidden track met elektronische muziek gelijkend op Tangerine Dream uit de jaren zeventig.  